# ŽOK Jedinstvo Brčko
ŽOK Jedinstvo Brčko är en volleybollklubb från Brčko, Bosnien och Hercegovina.
Volleybollen kom till orten 1946, i samband med att järnvägen Brčko-Banovići byggdes. Damlaget har funnits i sin nuvarande form sedan 1996. Klubben har (2022) vunnit samtliga bosniska mästerskap sedan 2007, 2020 utsågs dock ingen mästare. De har också vunnit mästerskapet i Republika Srpska åtskilliga gånger.
Sedan säsongen 2013–2014 används namnet ZOK Bimal Jedinstvo av sponsringsskäl, eftersom det lokala företaget Bimal är huvudsponsor för klubben. De har deltagit i de europeiska cuperna CEV Champions League, CEV Cup och CEV Challenge Cup flera gånger.